# Texans Never Cry
Texans Never Cry è un film del 1951 diretto da Frank McDonald.
È un western statunitense con Gene Autry, Mary Castle, Russell Hayden e Gail Davis.

## Produzione
Il film, diretto da Frank McDonald su una sceneggiatura di Norman S. Hall, fu prodotto da Armand Schaefer per la Gene Autry Productions e girato nelle Alabama Hills a Lone Pine e nell'Iverson Ranch a Chatsworth, Los Angeles, California, nel luglio 1950.

## Distribuzione
Il film fu distribuito negli Stati Uniti dsl 15 marzo 1951 al cinema dalla Columbia Pictures.
Altre distribuzioni:
- nelle Filippine il 15 aprile 1952
- nel Regno Unito nel 1951 dalla Columbia Pictures Corporation
- in Australia nel 1951 dalla Columbia Pictures Proprietary
- in Nuova Zelanda nel 1951 dalla Columbia Pictures Proprietary
- a Porto Rico nel 1951 dalla Medal Fim Exchange
- in Venezuela nel 1951 dalla Christiaan van der Ree
- in Italia nel 1951 dalla Consorzio Cinematografico
- in Norvegia nel 1951 dalla Kamera Film Aktieselskap
- in Danimarca nel 1951 dalla Columbia Film Aktieselskap
- in Svezia nel 1951 dalla Columbia Film Aktiebolag

## Promozione
Le tagline sono:
- AUTRY BEATS MURDER TO THE DRAW IN GUN-SCORCHING LOTTERY CLEAN-UP!
- GENE'S RIDIN' CHAMPION WITH THE RANGERS...on a perilous do-or-die mission for Texas and Mexico!
- Gene's Ridin' Champion With The Rangers!